# Mount Pardoe
Mount Pardoe är ett berg i Antarktis. Det ligger i Östantarktis. Australien gör anspråk på området. Toppen på Mount Pardoe är 790 meter över havet.
Terrängen runt Mount Pardoe är kuperad söderut, men västerut är den platt. Havet är nära Mount Pardoe norrut. Trakten är obefolkad. Det finns inga samhällen i närheten.